# La Minerve (journal montréalais)
Pour les articles homonymes, voir La Minerve.
La Minerve était un journal montréalais fondé par Augustin-Norbert Morin pour promouvoir les buts politiques du Parti canadien de Louis-Joseph Papineau. Il a été dirigé au début par Ludger Duvernay. Il a paru de 1826 à 1837, puis de 1842 au 27 mai 1899. Au cours de ces années, il est passé de radical à modéré puis conservateur.

## Histoire
La Minerve est fondé en 1826 par Augustin-Norbert Morin, étudiant en droit, qui en assurera le rôle de rédacteur. Le premier numéro est publié le 9 novembre 1826. Anticipant la faible rentabilité du journal, Morin suspend la publication de La Minerve le 27 novembre 1826. Le 18 janvier 1827, Duvernay, journaliste et fondateur de la future Société Saint-Jean-Baptiste de Montréal, achète le journal pour une somme de 25 livres. La publication est relancée et une édition de La Minerve parait le 12 février 1827. Morin demeure rédacteur et directeur politique, tandis que Duvernay se charge de la direction et de l'impression du journal. En 1827, le tirage était au nombre de 300; comparativement à 4 500 en 1892. Dans les premiers temps, La Minerve est imprimé dans l'atelier de Dominique Bernard, alors propriétaire du Canadian Spectator. De 1829 et 1837, la Minerve est produite dans un immeuble commercial sur la rue Saint-Paul Est. La Minerve appuie ouvertement les idées politiques des patriotes. À trois reprises, soit 1827, 1832 et 1838, Duvernay est emprisonné pour cause de libelle.   
Le journal fut interdit en 1837 pendant les événements entourant la Rébellion des Patriotes, lesquels désiraient faire du Bas-Canada une république indépendante. De retour d'exil aux États-Unis (il avait été interdit au pays par Lord Durham à cause de son rôle dans la Rébellion), Duvernay reprend la publication en septembre 1842.
Il défend alors l'idée d'un gouvernement responsable et, après le décès de Duvernay en 1852, le journal devint la propriété de plusieurs personnes avant de devenir l'organe du Parti conservateur du Canada. Il devint un quotidien en 1864 et défend le projet de la Confédération canadienne, dénoncée par Papineau et devenant réalité en 1867. Le journal perdit le support du gouvernement quand les Conservateurs perdirent le pouvoir lors de l'élection fédérale de 1896 qui passa aux mains du Parti libéral du Canada. Faute de moyens financiers, le dernier numéro fut publié le 27 mai 1899.